# New Zealand Football Championship 2012-2013
Il campionato neozelandese di calcio 2012-2013 è stato il nono a disputarsi con questa formula (New Zealand Football Championship). 
Il Waitakere Utd ha conquistato il campionato per la quinta volta nella sua storia.

## Squadre partecipanti
| Club            | Città            | Stadio                |
| --------------- | ---------------- | --------------------- |
| Auckland City   | Auckland         | Kiwitea Street        |
| Canterbury Utd  | Christchurch     | English Park          |
| Hawke’s Bay Utd | Napier           | Bluewater Stadium     |
| Manawatu Utd    | Palmerston North | Memorial Park         |
| Southern United | Dunedin          | Forsyth Barr Stadium  |
| Team Wellington | Wellington       | David Farrington Park |
| Waikato         | Cambridge        | John Kerkhof Park     |
| Waitakere Utd   | Waitakere        | The Trusts Arena      |

## Classifica finale
| # | Squadra         | Pt | PG | V  | N | P  | GF | GS | DR  |
| - | --------------- | -- | -- | -- | - | -- | -- | -- | --- |
| 1 | Waitakere Utd   | 37 | 14 | 12 | 1 | 1  | 48 | 12 | +36 |
| 2 | Auckland City   | 33 | 14 | 10 | 3 | 1  | 44 | 18 | +26 |
| 3 | Canterbury Utd  | 28 | 14 | 9  | 1 | 4  | 34 | 19 | +15 |
| 4 | Hawke’s Bay Utd | 24 | 14 | 7  | 3 | 4  | 29 | 21 | +8  |
| 5 | Team Wellington | 21 | 14 | 7  | 0 | 7  | 27 | 21 | +6  |
| 6 | Waikato         | 9  | 14 | 3  | 0 | 11 | 18 | 48 | -30 |
| 7 | Southern United | 6  | 14 | 2  | 0 | 12 | 14 | 40 | -26 |
| 8 | Manawatu Utd    | 6  | 14 | 2  | 0 | 12 | 15 | 50 | -35 |

## Finals series
|  | Semifinale (andata e ritorno) | Semifinale (andata e ritorno) | Semifinale (andata e ritorno) | Semifinale (andata e ritorno) | Semifinale (andata e ritorno) |  |  | Finale (gara unica) | Finale (gara unica) | Finale (gara unica) |  |
|  |                               |                               |                               |                               |                               |  |  |                     |                     |                     |  |
|  | Hawke's Bay United            | Hawke's Bay United            | 1                             | 4                             | 5                             |  |  |                     |                     |                     |  |
|  | Waitakere United              | Waitakere United              | 4                             | 6                             | 10                            |  |  | Waitakere United    | Waitakere United    | 4dts                |  |
|  | Canterbury United             | Canterbury United             | 1                             | 1                             | 2                             |  |  | Auckland City       | Auckland City       | 3                   |  |
|  | Auckland City                 | Auckland City                 | 2                             | 3                             | 5                             |  |  |                     |                     |                     |  |